# L'Arbre, le Maire et la Médiathèque
Pour plus de détails, voir Fiche technique et Distribution.
L'Arbre, le Maire et la Médiathèque est un film français réalisé par Éric Rohmer et sorti en 1993.
Tourné dans un petit village de Vendée, le film n'appartient pas aux séries de films coutumières du cinéaste telles que les Comédies et Proverbes ou les Contes des quatre saisons. C'est l'un des seuls films de Rohmer avec des thèmes directement liés à l'actualité politique tels que l'exode urbain vers les campagnes, la politique culturelle du Parti socialiste ainsi que la part éventuelle de conservatisme dans l'écologie politique. Exploité avec très peu de publicité, le film s'avère confortablement rentable et connaît un accueil critique très favorable.

## Synopsis
Un instituteur, Marc Rossignol (Fabrice Luchini) explique à ses élèves ce que sont des « propositions subordonnées circonstancielles de condition ». Le film est ensuite divisé en sept chapitres :
- Chapitre I : Si, à la veille des élections régionales de mars 92, la majorité présidentielle n'était pas devenue une minorité...
- Chapitre II : Si Julien, après sa défaite[1], ne s'était pas brusquement épris de la romancière Bérénice Beaurivage...
- Chapitre III : Si le saule blanc du pré communal n'avait pas miraculeusement résisté à l'assaut des ans...
- Chapitre IV : Si Blandine Lenoir, rédactrice au mensuel Après-Demain, n'avait pas, par inadvertance en voulant enregistrer l'émission de France Culture débranché son répondeur...
- Chapitre V : Si, au moment de la fabrication du numéro[2], Blandine n'était pas allée justement accompagner une mission de l'Unicef en Somalie...
- Chapitre VI : Si Véga, la fille du maire, n'avait pas malencontreusement envoyé son ballon sur le chemin où passait par hasard Zoé, la fille de l'instituteur...
- Chapitre VII : Si un fonctionnaire, par routine ou par ordre, ne s'était pas montré trop zélé...

...la médiathèque aurait pu voir le jour à Saint-Juire.

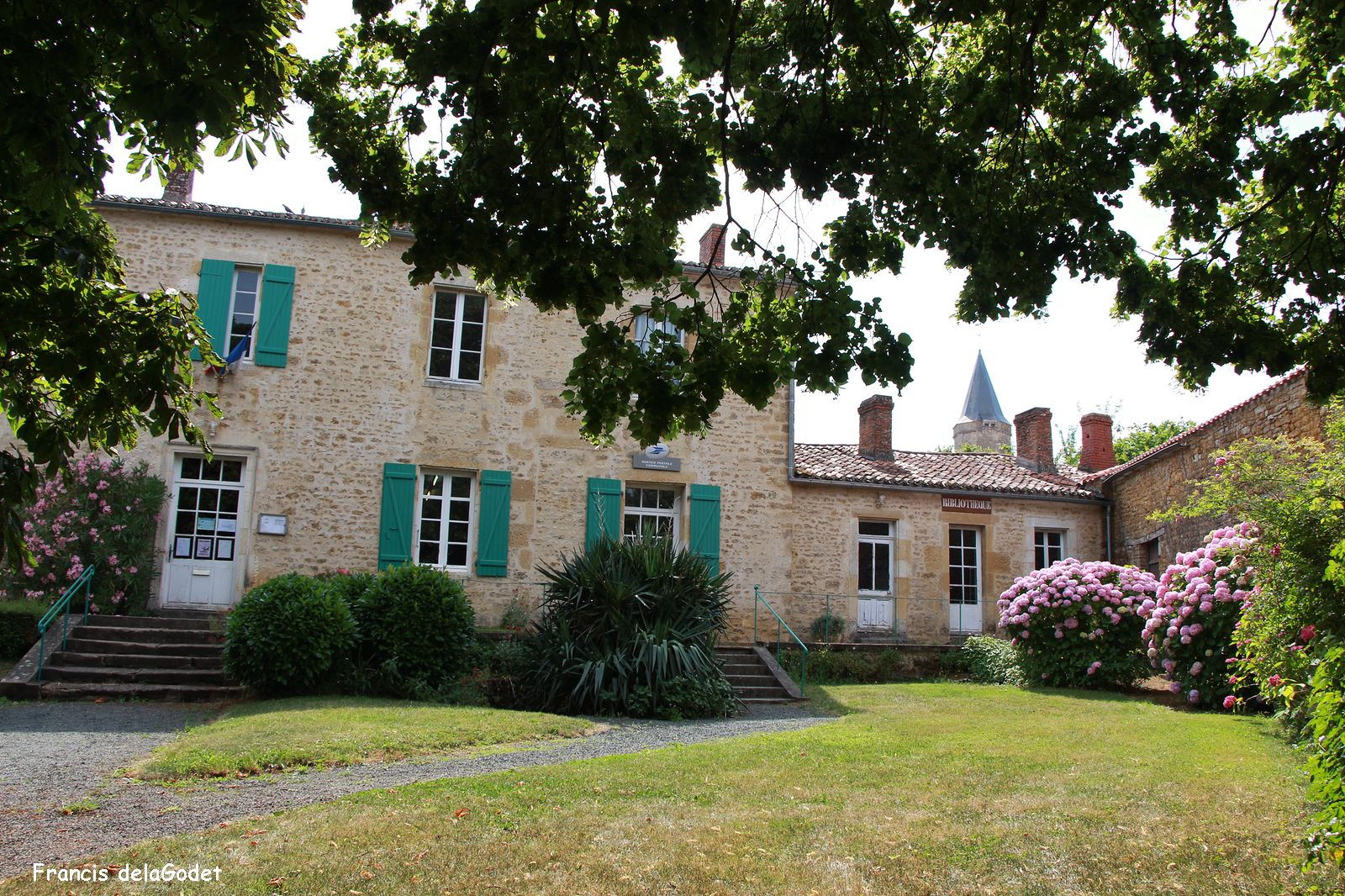
La mairie de Saint-Juire-Champgillon en 2017.

Julien Dechaumes, maire du petit village de Saint-Juire-Champgillon en Vendée, est membre du parti socialiste au pouvoir, qui a perdu des voix après les élections régionales de 1992. Dans ce contexte, Dechaumes a réussi à obtenir une subvention du Ministère de la Culture pour un projet prestigieux, un complexe socio-culturel moderne comprenant une médiathèque, un théâtre de verdure et une piscine, grâce auquel il espère augmenter l'attractivité de son village. Son amie de cœur, l'écrivaine Bérénice Beaurivage, est une parisienne convaincue qui n'apprécie pas la monotonie de la vie à la campagne. Rossignol, l'instituteur du village, combat avec acharnement les plans de la construction moderne qui, selon lui, menace sa vision idyllique de l'isolement villageois. Il utilise comme moyen de pression un vieux saule dont la construction d’un tel complexe entraînerait l'abattage.
Dechaumes espère que Régis Lebrun-Blondet, rédacteur en chef du mensuel de gauche Après-Demain et beau-frère de sa cousine, le soutiendra dans ses projets. La rédactrice Blandine Lenoir, présente par hasard lors de sa visite, se sent contaminée par l'enthousiasme du maire et décide d'écrire un reportage détaillé sur le sujet. Elle interroge les villageois sur leur vie et le projet de construction, notamment l'instituteur Rossignol, le seul à s'opposer farouchement à tous changements. Lorsqu'une mission de l'UNICEF la rappelle à court terme en Somalie, son reportage est écourté, contrairement à son intention, et l'enseignant rebelle est placé au centre de l'attention. Après une rencontre fortuite entre les filles du maire et de l'enseignant, Zoé Rossignol discute avec Dechaumes et le convainc de penser également à des espaces verts dans le village, puisque la nature environnante devient de moins en moins accessible. Mais le projet de médiathèque est stoppé net lorsqu'un bureaucrate parisien exige des améliorations dans la protection de la nappe phréatique qui dépassent le cadre des crédits alloués.
À la fin, l'instituteur, le maire et l'écrivaine chantent un hymne à la vie rurale. L'instituteur ne voit pas l'avenir dans de nouvelles constructions, mais dans la protection de l'environnement et la rénovation des anciens bâtiments, qui pourraient accueillir des installations modernes. Le maire prône le télétravail, grâce auquel les employés pourront à l'avenir travailler à domicile et vivre ainsi durablement dans un environnement rural. L'écrivaine chante que les villes ne seront plus visitées que pendant les loisirs, pour se distraire. Tout le monde est d'accord pour chanter en chœur que là se trouve « la solution pour les nouvelles générations ».

## Fiche technique
- Titre original : L'Arbre, le Maire et la Médiathèque
- Titre complet : L'Arbre, le Maire et la Médiathèque ou Les Sept Hasards
- Réalisation : Éric Rohmer
- Scénario et dialogues : Éric Rohmer
- Photographie : Diane Baratier
- Son : Pascal Ribier
- Montage : Mary Stephen
- Musique : Sébastien Erms
- Orchestration : Jean-Louis Valero
- Chanson : interprétée par Fabrice Luchini, Pascal Greggory, Arielle Dombasle et la chorale de Sainte-Hermine
- Production déléguée : Françoise Etchegaray
- Société de production : La Compagnie Éric Rohmer
- Société de distribution : Les Films du Losange
- Pays de production :  France
- Langue : français
- Année de tournage : 1992
- Tournage extérieur :
  - Saint-Juire-Champgillon (Vendée)
  - Paris
- Format : couleur — 16 mm[3] gonflé en 35 mm[4] — 1,33:1 — son Dolby Digital SDDS DTS
- Genre : comédie dramatique
- Durée : 105↔112[5] minutes
- Date de sortie :
  - France : 10 février 1993
- Mentions CNC : tous publics, Art et Essai (visa d'exploitation no 81565 délivré le 18 février 1993)

## Distribution
- Pascal Greggory : Julien Dechaumes, le maire
- Arielle Dombasle : Bérénice Beaurivage, l'amie du maire
- Fabrice Luchini : Marc Rossignol, l’instituteur
- Clémentine Amouroux : Blandine Lenoir, la pigiste
- François-Marie Banier : Régis Lebrun-Blondet, le rédacteur en chef d'Après-Demain
- Michel Jaouën : Antoine Pergola, l'architecte
- Jean Parvulesco : Jean Walter, l'interlocuteur de Lebrun-Blondet dans la brasserie Lipp
- Françoise Etchegaray : Madame Rossignol, la femme de l'instituteur
- Galaxie Barbouth : Zoé Rossignol, la fille de l'instituteur
- Jessica Schwing : Véga Dechaumes, la fille du maire
- Raymonde Farau : la secrétaire de Lebrun-Blondet
- Manuella Hesse : la jeune fille au pair
- Solange Blanchet : la secrétaire du maire
- Mathé Pillaud : le berger
- Isabelle Prévost : la modéliste
- Michel Tisseau : le modéliste
- Jacky Brunet : le responsable local
- Martin de Courcel : le philosophe
- Jean-Claude Pubert : l’étudiant
- Suzanne Thony : la commerçante
- Gaby Auguin : le fermier retraité
- Michel Bernard : l’agriculteur
- Rémy Rousseau : le carillonneur
- Sophie Martin : étudiante sur un banc
- Bastien Bouillon (non crédité) : le fils de Blandine (dans 3 séquences)

## Production

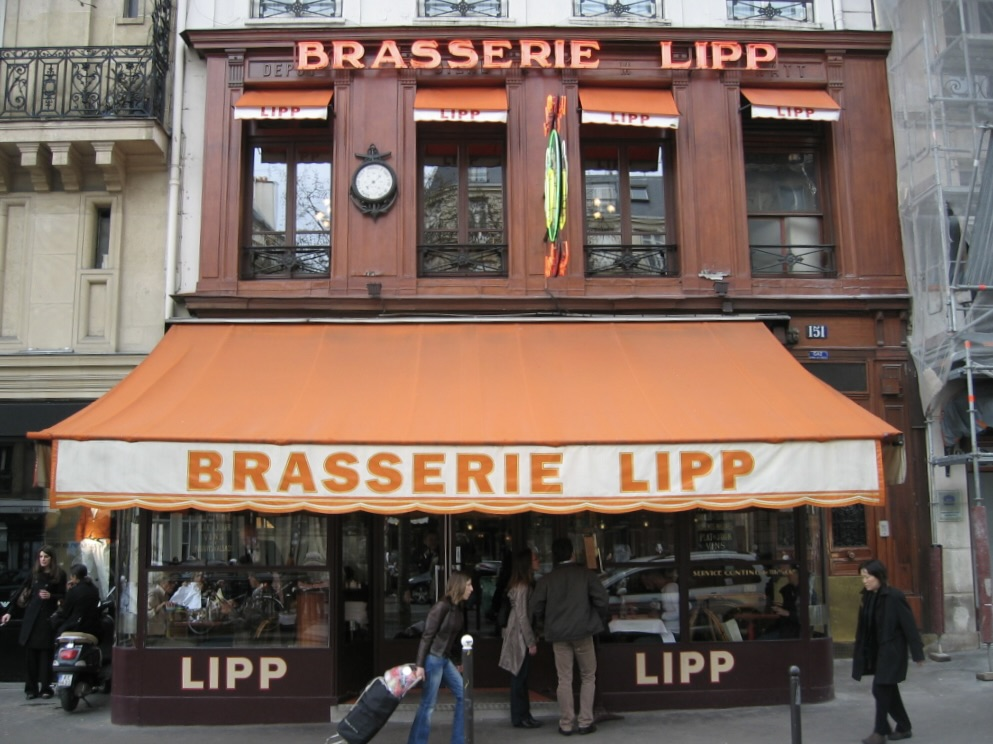
La brasserie Lipp à Paris 6e où discutent François-Marie Banier et Jean Parvulesco au tout début du film.

L'Arbre, le Maire et la Médiathèque occupe une place à part dans la filmographie de Rohmer. Non seulement il a été réalisé en dehors des cycles cinématographiques habituels, mais c'est aussi le seul film dans lequel Rohmer se confronte très directement à l'actualité, et notamment à la politique. Les thèmes qu'il aborde sont la relation entre la ville et la campagne, en particulier l'exode urbain croissant, au cours duquel de plus en plus de citadins se sont installés à la campagne, et son impact sur la communauté villageoise, la protection de l'environnement ainsi que les excès de la politique culturelle socialiste de Jack Lang. Celle-ci comprenait en effet un réseau de médiathèques destiné à couvrir l'ensemble du pays. Ainsi, au moment de la réalisation du film, plusieurs projets controversés de construction de telles médiathèques faisaient la une des journaux, notamment à Quimper et à Saint-Romain-au-Mont-d'Or. La politique culturelle centralisée se conjuguait ici avec un pouvoir décentralisé croissant de la part d'élus locaux, qui poursuivaient parfois des projets de prestige trop ambitieux et dispendieux. De plus, l'ombre des élections législatives françaises de 1993 se profilait à l'horizon et faisait craindre au Parti socialiste en particulier la perte de son gouvernement, ce qui a conduit à des tentatives désespérées de gagner des voix.
Rohmer a trouvé le lieu de sa satire politique dans le petit village de Saint-Juire-Champgillon en Vendée. Arielle Dombasle, à qui Rohmer avait fait part de ses projets début 1991 lors d'un dîner commun avec son compagnon Bernard-Henri Lévy, lui avait envoyé des photos réalisées par Christian Louboutin, lui-même ami du maire du village Bruno Chambelland. Tous deux connaissaient également Pascal Greggory qui, comme Dombasle et Fabrice Luchini, faisait partie des acteurs habituels de Rohmer et avait convaincu Chambelland de ses projets de film. Le vrai maire avait lui aussi de grands projets pour son village, comme des lampadaires en fer forgés dessinés par Gérard Garouste, même s'ils étaient loin de la médiathèque somptuaire avec piscine et théâtre de verdure. Rohmer a fait dessiner celle-ci par l'architecte Michel Jaouën, qui présente une maquette dans le film. Rohmer a également confié d'autres rôles à des connaissances sans formation d'acteur, comme le photographe François-Marie Banier et l'écrivain Jean Parvulesco, qui mènent une discussion politique dans la brasserie parisienne Lipp. Les interviews de la journaliste ont été tournées avec de vrais villageois. Rohmer s'est beaucoup documenté localement pour le tournage, notamment au moyen d'un petit livre de l'étudiant en histoire Jean-Claude Pubert et du menuisier Christophe Cosson intitulé Le Parler Saint-Juirien ainsi que d'une enquête à bases d'interviews qu'une jeune habitante des Sables d'Olonne avait réalisé à la demande de la municipalité de Saint-Juire début 1991. Dans un document tapuscrit de préparation du tournage, Rohmer présente le village avec une ironie mordante, alors même qu'il dit refuser de faire un film à thèse ou de prendre parti pour une idéologie particulière, :

« Saint-Juire-Champgillon, niché au cœur du bas bocage vendéen, est bel et bien le symbole plus que vivant de la tranquille et douce France que chante le poète Charles Trenet. C'est en effet un pays où le remembrement impie n'a pas encore eu raison de tous les chemins creux si émouvants et si secrets ; ce remembrement qui, au début des années 1970, a méprisé lâchement les morts et l'histoire sous prétexte d'efficacité bassement matérialiste. Eh oui, pour les amateurs de nature pure et silencieuse, ce village fort attachant, où s'est maintenue admirablement une alliance intime entre le terroir et les habitants, est un joyau, un joyau à la fois naturel et architectural. Et par conséquent, c'est un lieu privilégié où l'homme de 1991 peut encore goûter un autre art de vivre ! Il est impossible de rester insensible au témoignage que portent les chemins de pierre du village, pleinement évocateurs de la sérénité placide de l'homme de la terre. »

— Éric Rohmer
Rohmer a trouvé grâce à Jean-Claude Pubert l'arbre qui donne son titre au film. Il s'agit d'un saule blanc situé à Saint-Juire, qui est devenu une curiosité éphémère à la suite du succès du film, mais qui a été abattu par une tempête le 9 avril 1994. Un jeune arbre de la même espèce est planté sur le même emplacement en automne 1994.

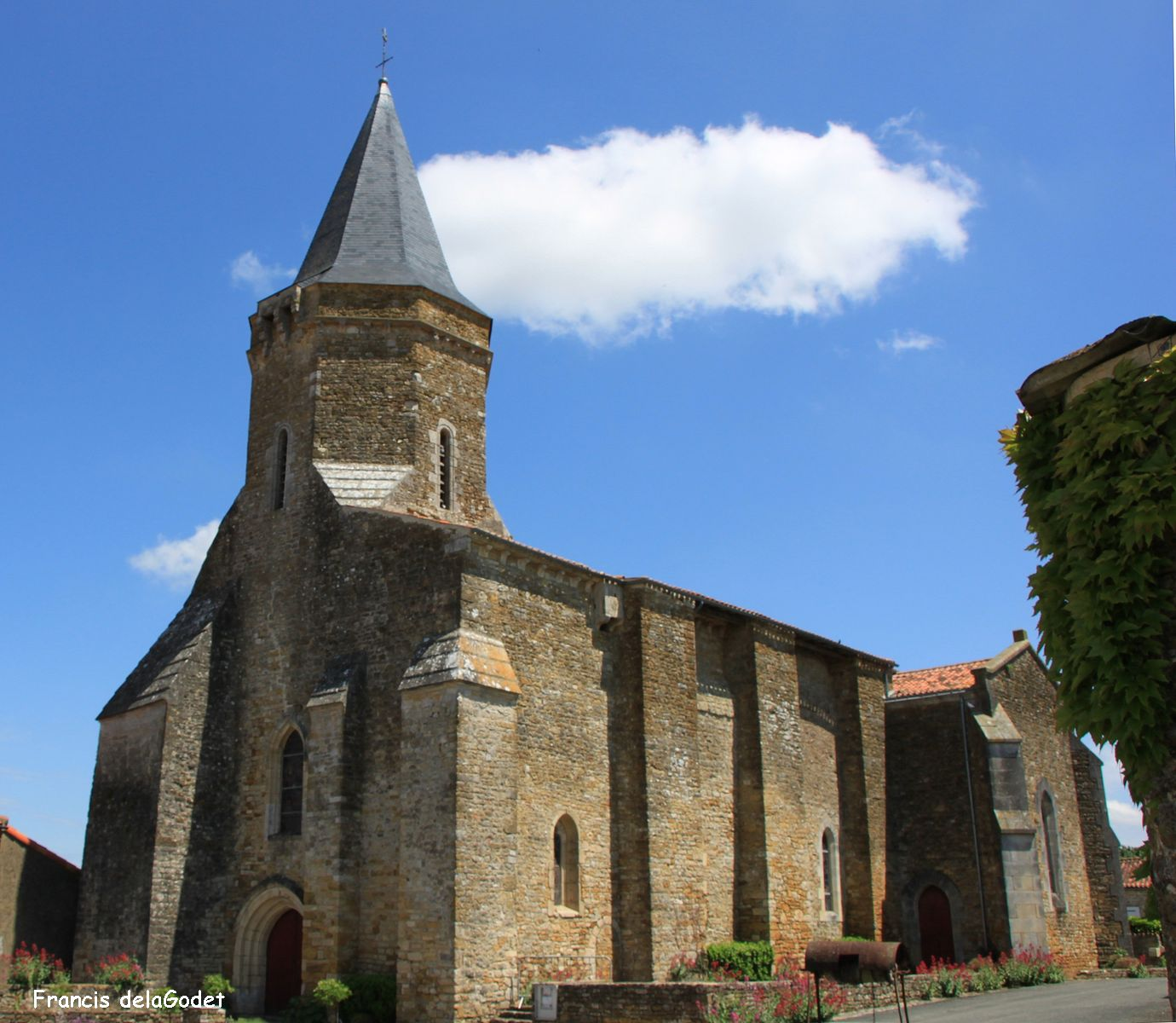
L'église Saint-Georges de Saint-Juire-la-Plaine en 2017.

Rohmer termine une première ébauche d'histoire fin 1991. Le tournage s'étalent sur 32 jours entre mars et septembre 1992 et a lieu exclusivement pendant les week-ends et les vacances. Quelques scènes sont tournées à Paris, la présentation de la maquette est tournée dans le bureau d'architectes de Jaouën à Cergy. Mais la majeure partie est tournée à Saint-Juire, où l'équipe du film était logée dans la propriété du maire, qui ressemble à un château. Fabrice Luchini a déclaré que comme Éric Rohmer « se méfiait de la notoriété », il a décidé de ne pas payer les trois acteurs les plus connus du film (Luchini, Dombasle et Greggory). Ils étaient tous logés dans le château qui est celui où vit le maire dans le film et, l'équipe étant très réduite, c'était le réalisateur qui se chargeait de faire la cuisine (refusant d'acheter de la viande pour des raisons de santé, au grand désespoir de Fabrice Luchini).
Comme d'habitude, Rohmer a tourné avec une équipe très réduite, dont l'ingénieur du son Pascal Ribier et la productrice Françoise Etchegaray, qui a également tenu un petit rôle. Rohmer voulait à nouveau travailler avec la chef opératrice Sophie Maintigneux, qui avait déjà filmé les films fortement marqués par l'improvisation Le Rayon vert et Quatre Aventures de Reinette et Mirabelle, mais celle-ci s'était lassée des conditions de tournage peu professionnelles de Rohmer et de sa pellicule 16 mm préférée, si bien que Rohmer trouva une remplaçante en la personne de Diane Baratier, la fille de Jacques Baratier, qui n'avait auparavant tourné qu'un film publicitaire. Rohmer écrivit la chanson finale Nous vivrons tous à la campagne avec sa monteuse Mary Stephen sous le pseudonyme commun de « Sébastien Erms », dont le nom est composé de leurs initiales.
Le film a coûté 600 000 francs à produire et a ensuite été revendu à Canal+ pour 2,5 millions de francs, ce qui a permis de payer immédiatement l'équipe. Les quatre interprètes des rôles principaux, Pascal Greggory, Clémentine Amouroux, Arielle Dombasle et Fabrice Luchini, ont reçu 300 000 francs chacun.

## Exploitation
Le minimalisme de Rohmer s'est également révélé dans la commercialisation du film. L'Arbre, le Maire et la Médiathèque n'a été projeté à Paris que dans un seul cinéma, le cinéma Saint-Germain-des-Prés. Il y a eu une seule projection de presse, organisée à la dernière minute. Pour le reste, Rohmer a entièrement misé sur son concept de « contre-publicité » qui, à une époque inondée de publicité, attirait justement l'attention par l'absence de toute publicité. La première projection eut lieu le 12 février 1993. Le film n'a pas obtenu l'agrément du CNC au jour de sa sortie, il ne l'aura qu'une semaine plus tard.
En huit semaine d'exploitation au cinéma Saint-Germain, le film attire 48 000 spectateurs, soit un taux de remplissage inhabituel. Au total, le film enregistre 177 000 entrées dans toute la France dont 70 000 à Paris. Avec des recettes de 3 millions de francs, le film a rapporté environ le double de ses faibles coûts de production.
En Italie, le film est projeté lors de la Mostra de Venise 1993 et en Allemagne dans le cadre de la Berlinale 1994.

### Accueil critique

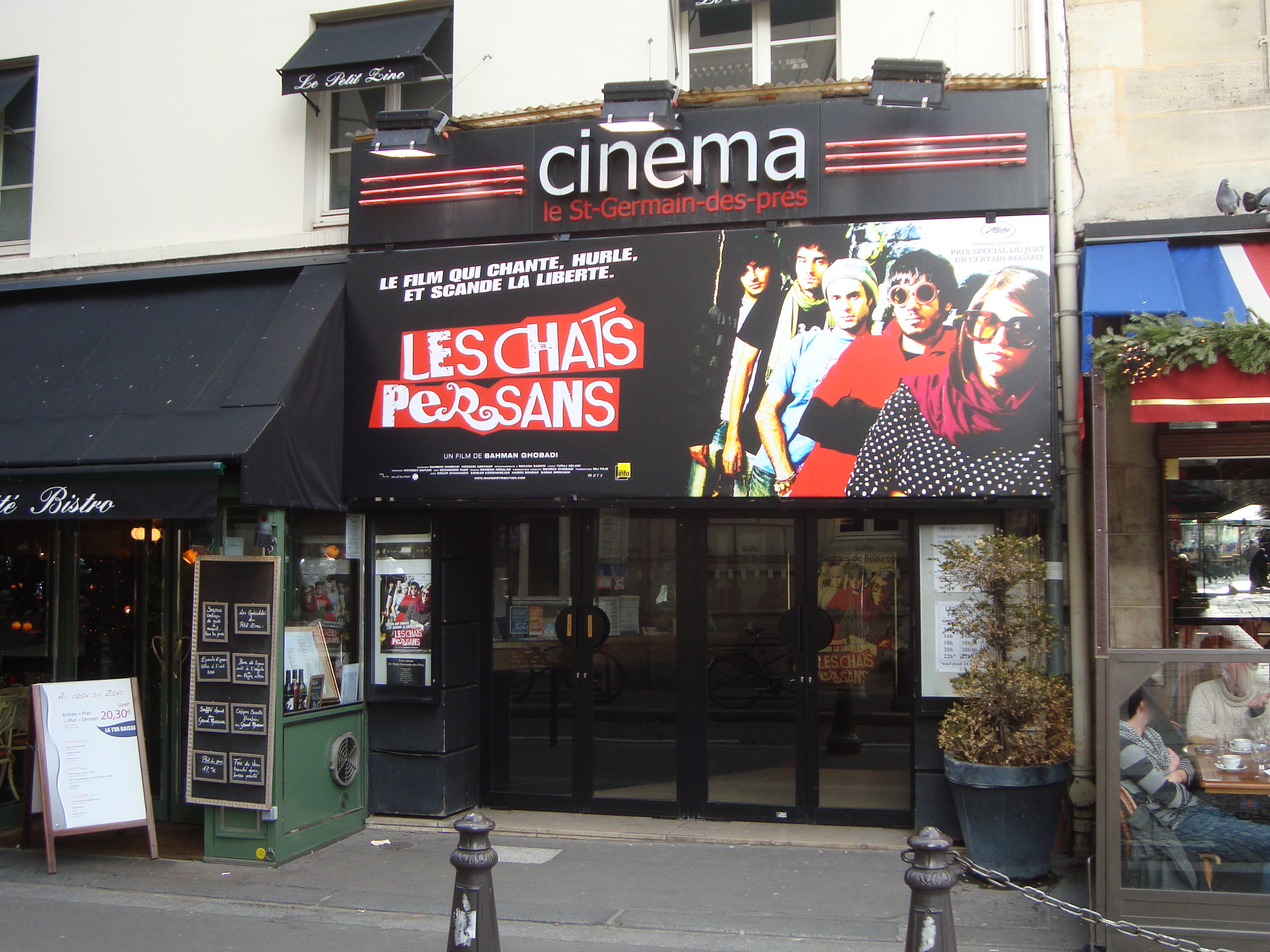
Le cinéma le Saint-Germain-des-Prés à Paris 6e (ici en 2009) où le film a d'abord été projeté.

La critique a également été majoritairement positive. Les Cahiers du cinéma consacrent leur couverture de mars 1993 au film, avec une photo de Fabrice Luchini et le titre « Rohmer enchante la politique », et le film se classa parmi les dix meilleurs films de l'année lors d'un vote des lecteurs. L'article d'Antoine de Baecque consacré au film souligne que, malgré son allure peu sérieuse et modeste, il s'agit d'une œuvre « supérieurement intelligente » : la construction du film, série de rencontres entre les personnages qui sont l'occasion d'entendre leur parole, de révéler qui ils sont vraiment et de faire naître la fiction et le cinéma, est pour lui « passionnante. ». Jean Collet écrit dans Études que le film nous donne « le plaisir de voir réunis dans une œuvre de fiction la saveur d'une fable et le recul d'un moraliste », présentée avec une « sereine bonhomie ». Freddy Buache écrit dans la Gazette de Lausanne : « Un film réalisé avec peu de moyens mais incroyablement maîtrisés, faisant preuve d'une liberté et d'une vivacité rares, d'une intelligence et d'un humour débordants ».
À la sortie du film, Télérama loue la qualité des acteurs du film, découvrant la subtilité du jeu de Pascal Greggory, trouvant Arielle Dombasle « incroyable » et « irrésistible », Clémentine Amouroux « formidable de naturel » ou encore gratifiant Fabrice Luchini des adjectifs « ineffable », « inénarrable » et « inimitable ». Le critique s'enthousiasme pour la forme du film, la rigueur des cadrages, la fraîcheur des couleurs, la beauté de l'image permettant de mieux juger dans ce film ce qui relève du superflu ou de l'indispensable et du jeu des apparences.
Aux États-Unis, Joan Dupont dans l'International Herald Tribune observe qu'« une étonnante galerie de personnages récite des arguments de poids comme s'il s'agissait d'un opéra-comique. Personne ne gagne, mais c'est un débat captivant, une critique caustique des hommes politiques qui se mêlent de concepts tels que l'urbanisme, l'architecture et l'écologie ». Stephen Holden demande dans le New York Times qui, à part Rohmer, aurait l'idée de consacrer un film entier au débat sur la création d'un centre culturel au sein d'un petit village. Le « niveau élevé du discours intellectuel », même lorsqu'un enfant parle, est quelque chose qui fait généralement défaut aux films américains.
En Allemagne, Filmdienst estime qu'il s'agit d'« Un film riche en dialogues, dans lequel Rohmer se consacre à la banalité de la politique quotidienne. L'attitude délibérément naïve du film, qui rend hommage au hasard, atténue quelque peu l'impression d'un film tourné du bout des lèvres : Les personnages qui apparaissent n'ont presque rien à dire, mais font office de porte-parole de différents groupes d'intérêts ».
En Italie, Lietta Tornabuoni dans La Stampa juge qu'« En les amusant, Rohmer amène les spectateurs à réfléchir sur les contradictions collectives, à se demander ce que sont vraiment le conservatisme et le progrès [...] Et de constater (c'est un tic habituel de l'auteur) l'importance ironique du hasard dans ces événements comme dans l'Histoire, d'enregistrer la force de la mode, aussi puissante que les préjugés : car à la fin, vous comprenez, c'est l'arbre et son partisan, l'instituteur, qui gagnent ». Pour Tullio Kezich dans le Corriere della Sera, « [...] les acteurs, comme toujours dans les films de Rohmer, se révèlent de sensationnelles supermarionnettes entre les mains de l'auteur, au point de se laisser entraîner dans les joyeuses cantates d'un dénouement en forme de comédie musicale. Ce n'est pas pour rien que nous sommes dans la patrie de Beaumarchais où (c'est l'immortelle dernière phrase du Mariage de Figaro) "Tout finit par des chansons" ».

### Distinction
- Festival des films du monde de Montréal 1993 : Éric Rohmer lauréat du Prix FIPRESCI, distinction spéciale hors compétition

### Postérité
Le roman de Julia Deck Le triangle d'hiver met en scène des personnages féminins nommés Bérénice Beaurivage et Blandine Lenoir, une journaliste, en citant explicitement le film de Rohmer.